# Minns i november
Minns i november (Try to remember) är en sång från musikalen The Fantasticks (1960), komponerad av Harvey Schmidt med originaltext av den amerikanske textförfattaren Tom Jones och svensk text av Gösta Rybrant. 
Den svenska versionen har spelats in av bland andra Per Myrberg (1961), Christian Bratt (1962), Country Four (1966), Per Grundén (1967), Lars Lönndahl (1970), Tredje Mannen (1985) och Olle Ljungström (1993).

## Svenska versioner

### Per Myrberg
Per Myrbergs version utgavs första gången 1961 på singeln "Allt Var Du"/"Minns i November" på skivbolaget Metronome. Låten ingick även som sista spår på EP:n "Twist-Fia" (Metronome, 1962). 1963 var den titellåt och inledningsspår på LP'n Minns i November (Metronome, 1963).

### Christian Bratt
Christian Bratts version gavs ut på singeln "Christian Bratt sjunger ur Fantasticks" 1962 på skivbolaget Karusell.

### Country Four
Gruppen Country Four gjorde 1966 sin version av låten på EP:n "Nå'nstans, Nån'gång" utgiven på Amigo.

### Per Grundén
Per Grundéns version ingick på EP:n "Visa till min vän"/"Minns i november"/"Lena-Lill"/"Yngre än våren är du" utgiven på His Master's Voice 1967.

### Lars Lönndahl
Lars Lönndahls version var titellåt och inledningsspår på LP'n Minns i november (CBS, 1970).

### Tredje Mannen
Tredje Mannens version gavs ut som singel 1985 och på LP'n Glöder eld 1986.

### Olle Ljungström
"Minns i november" inspelades 1993 av sångaren Olle Ljungström, i samband med hans första soloalbum, Olle Ljungström (1993). Låten släpptes även som hans tredje singel; singeln släpptes 15 oktober 1993.

### Låtlista
Spår 1 skriven av Harvey Schmidt, Tom Jones och Gösta Rybrant (svensk text); spår 2 av Olle Ljungström och Heinz Liljedahl.
1. "Minns i november" (3:00)
2. "Psalm" (2:48)